# Matthew Werkmeister
Pour les articles homonymes, voir Matthew.
Matthew Werkmeister est un acteur australien de théâtre et de télévision, né le 30 janvier 1992 à Melbourne (Australie),,. Il est surtout connu pour avoir interprété Zeke Kinski dans le feuilleton Les Voisins de 2005 à 2011.

## Biographie

### Carrière
Werkmeister commence sa carrière grâce à la Children's Performing Company of Australia et est représenté par la Talent Company of Australia.
Avant d'apparaître dans Les Voisins, Werkmeister joue dans une représentation de The Full Monty . C'est pour ce rôle qu'il est nommé en 2005 pour un Music Theatre Guild of Victoria: Awards for Excellence Award dans la catégorie Junior Performer (Masculin). Le prix a été remporté par Daniel Todd pour Kiss Me Kate.
Grace à son rôle dans The Full Monty, Werkmeister décroche le rôle de Zeke Kinski dans le feuilleton australien Les Voisins. Il a failli manquer le rôle à cause de son père qui a décroché l'appel au sujet de l'audition et l'a refusée en raison de la distance entre les studios et leur domicile. Werkmeister déclare qu'il avait été « horrifié » quand il l'a découvert et a immédiatement rappelé la production. Il rejoint le casting en 2005 d'abord avec un rôle récurrent avant de devenir un membre régulier de la distribution. Son interprétation de Zeke Kinski le conduit à une nomination en 2008 pour le meilleur jeune acteur aux Inside Soap Awards aux côtés de Fletcher O'Leary (Mickey Gannon). Pendant qu'il tourne dans Les Voisins, Werkmeister rencontre la chanteuse britannique Lily Allen alors qu'elle interprète un Caméo avec lui. Werkmeister a admis qu'il « paniquait » durant cette rencontre.
En 2008, il rejoint le jury des Inkys, la seule remise de prix pour adolescents d'Australie décernée par des jeunes de moins de 20 ans. Le but de la récompense est d'encourager les jeunes à lire. Sur son rôle de juge, Werkmeister déclare : « Trouver le temps de lire est difficile, mais certains livres sont excellents, donc la lecture a été amusante ».
En 2009, Werkmeister est sélectionné pour deux Logie Awards . D'une part pour l'acteur le plus populaire aux côtés de Steve Bastoni (Steve Parker (en)), Alan Fletcher (en) (Karl Kennedy (en)), Ryan Moloney (en) (Toadie Rebecchi (en)) et Ian Smith (en) (Harold Bishop (en)). D'autre part pour la personnalité la plus populaire à la télévision aux côtés de Pippa Black (Elle Robinson (en)), Carla Bonner (en) (Stephanie Scully (en)) et Tom Oliver (en) (Lou Carpenter (en)).
En 2010, Werkmeister est présélectionné pour l'acteur le plus populaire à nouveau.
En octobre 2010, Werkmeister annonce qu'il quitte Les Voisins avec Jane Hall (en) (Rebecca Robinson (en)) et Erin Mullally (en) (Declan Napier (en)). A propos de cette décision, Werkmeister  déclare : 

« Quand j'ai commencé a jouer dans Les Voisins, je n'avais que treize ans, je ne me rasais pas et je ne conduisais pas de voiture, donc j'ai vraiment grandi dans la série, j'ai tellement appris, travaillé avec des grands qui sont maintenant parmi mes amis les plus proches. »

Son dernier épisode a été diffusé le 11 mars 2011.
En 2012, Werkmeister fait une apparition dans le clip du groupe australien Eagle and the Worm pour leur single Give Me Time. Dans le clip, il joue un sex-symbol en roller. De mai à juin 2013, Werkmeister joue le rôle de Roger Boothby dans la pièce de théâtre de Barry Lowe, The Death of Peter Pan, à la chapelle de Melbourne,.
En avril 2014, Werkmeister fait une brève apparition dans Les Voisins dans le cadre du 20e anniversaire des Kennedys (sa famille dans la série).

### Vie privée
Werkmeister a fait ses études au St Peters College à Cranbourne (Victoria, Australie) majoritairement par correspondance en raison de ses activités extra-scolaires.
Ses passe-temps sont le skimboard, les échecs, la peinture à l'huile, la guitare et manger.
Depuis son départ de Les Voisins, Werkmeister n'a quasiment plus fait d'apparition publique.En février 2017, il déménage aux États-Unis.

## Distinctions

### Nominations
- Music Theatre Guild of Victoria: Awards for Excellence Award (2005) : Junior Performer pour The Full Monty[6]
- Inside Soap Awards (2008) : meilleur jeune acteur pour Les Voisins[8]
- Logie Awards (2009 et 2010) : Personnalité la plus populaire à la télévision[11],[12]
- Logie Awards (2010) : Acteur le plus populaire[12]